# The Promise (альбом Брюса Спрингстина)
| Совокупная оценка | Совокупная оценка |
| Источник          | Оценка            |
| ----------------- | ----------------- |
| Metacritic        | 94/100            |
| Оценки критиков   |                   |
| Источник          | Оценка            |
| Allmusic          | [ 2 ]             |
| BBC Music         | (favorable)       |
| The Guardian      | [ 4 ]             |
| Los Angeles Times | (favorable)       |
| Mojo              | [ 6 ]             |
| Q                 | [ 7 ]             |
| Paste             | (favorable)       |
| Pitchfork Media   | (8.5/10)          |
| PopMatters        | [ 10 ]            |
| Classic Rock      | [ 11 ]            |

The Promise — сборный альбом американского рок-певца Брюса Спрингстина, записанный вместе с его ранней группой E Street Band и выпущенный 16 ноября 2010 года на лейбле Columbia Records. Продюсерами диска стали Брюс Спрингстин, Стивен Ван Зандт и Джон Ландау. 
Альбом представлял собой компиляцию из ранее не издававшихся песен, записанных во время сессий 4-го студийного диска Darkness on the Edge of Town в 1977–1978 годах, с некоторыми вокальными партиями и дополнительными инструментальными наложениями, добавленными в 2010 году. Альбом был также доступен как часть бокс-сета The Promise: The Darkness on the Edge of Town Story. Двойной диск (2-CD версия) был издан в Великобритании, где достиг № 7 в UK Albums Chart.

## История
В первую неделю релиза диск занял 16 место в хит-параде США Billboard 200, что стало худшим стартом для Спрингстина с 1973 года. Однако в Европе дебют был успешнее (тираж в Европе в первую неделю составил более 187 000 копий), диск занял № 1 в Германии, Испании и Норвегии, был на № 4 Голландии, дании и Ирландии, № 5 в Австрии, № 7 в Великобритании и № 9 в Швейцарии.
Том Юрек из Allmusic в своём обзоре дал альбому четыре с половиной звезды, заявив, что «The Promise сам по себе стоит особняком как великая запись Брюса Спрингстина; он кажется законченным, сфокусированным и, прежде всего, предлагает убедительное доказательство того, что Спрингстин уже тогда был одним из величайших авторов рок- и поп-песен Америки», хотя и добавил, что песня «The Promise» — единственная, которая могла бы что-то добавить к оригинальному альбому Darkness on the Edge of Town (1978).

## Список композиций
Диск 1
1. «Racing in the Street» ('78) — 6:49
2. «Gotta Get That Feeling» — 3:17
3. «Outside Looking In» — 2:16
4. «Someday (We’ll Be Together)» — 5:35
5. «One Way Street» — 4:19
6. «Because the Night» — 3:25
7. «Wrong Side of the Street» — 3:34
8. «The Brokenhearted» — 5:19
9. «Rendezvous» — 2:37
10. «Candy’s Boy» — 4:38

Диск 2
1. «Save My Love» — 2:36
2. «Ain’t Good Enough for You» — 4:01
3. «Fire» — 4:08
4. «Spanish Eyes» — 3:50
5. «It’s a Shame» — 3:14
6. «Come On (Let’s Go Tonight)» — 2:18
7. «Talk to Me» — 4:20
8. «The Little Things (My Baby Does)» — 3:17
9. «Breakaway» — 5:30
10. «The Promise» — 5:52
11. «City of Night»
«The Way» (hidden track) — 7:08

## Участники записи

### The E Street Band
- Брюс Спрингстин — основной вокал, гитара, гармоника
- Рой Биттан — фортепиано, вокал
- Кларенс Клемонс — саксофон, бэк-вокал
- Дэнни Федеричи — орган
- Патти Скэлфа — бэк-вокал
- Гарри Теллент — бас-гитара
- Стивен Ван Зандт — гитара, бэк-вокал
- Макс Вейнберг — ударные

## Чарты

### Альбом
| Чарт (2010)                     | Высшая позиция |
| ------------------------------- | -------------- |
| Australian Albums Chart         | 22             |
| Austrian Albums Chart           | 5              |
| Belgian Albums Chart (Flanders) | 19             |
| Belgian Albums Chart (Wallonia) | 32             |
| Dutch Albums Chart              | 4              |
| European Albums Chart           | 2              |
| Finnish Albums Chart            | 9              |
| French Albums Chart             | 14             |
| German Albums Chart             | 1              |
| German Downloads Chart          | 4              |
| Italian Albums Chart            | 4              |
| New Zealand Albums Chart        | 30             |
| Spanish Albums Chart            | 1              |
| Swedish Albums Chart            | 1              |
| Swiss Albums Chart              | 9              |
| UK Albums Chart                 | 7              |
| US Billboard 200                | 16             |